# Do They Know It’s Christmas?
«Do They Know It’s Christmas?» — песня в исполнении супергруппы музыкантов Band Aid, автором которой стал Боб Гелдоф, вышедшая в ноябре 1984 года и возглавлявшая чарты Великобритании. Самый продаваемый сингл Великобритании 1984 года.

## История
Песня была написана ирландским музыкантом Бобом Гелдофом и вокалистом английской группы «Ultravox» Миджем Юром для сбора средств в пользу голодающих в Эфиопии. Благотворительная супергруппа «Band Aid» (куда вошли такие известные английские и ирландские исполнители, как: Пол Янг, Бой Джордж, Фил Коллинз, Джордж Майкл, Саймон Ле Бон, Стинг, Тони Хэдли, Боно, Пол Уэллер и др.), была инициирована и создана Бобом Гелдофом и вокалистом «Ultravox» Миджем Юром. Запись прошла в студии Sarm West в Лондоне и окончательно смикширована 25 ноября 1984 года. Сингл в итоге стал самым быстро продаваемым в истории Англии (1 млн копий только за первую неделю релиза) и оставался на № 1 в Великобритании 5 недель (общий тираж составил более 3 млн копий). Он оставался рекордсменом по продажам в Великобритании вплоть до появления в 1997 году хита Элтона Джона «Candle in the Wind 1997», посвященному памяти принцессы Дианы, который имел тираж 5 млн копий на своей родине. Во всём мире к 1989 году было продано более 11,8 млн копий «Do They Know It’s Christmas?».

## Участники записи (1984)
| - Адам Клейтон (U2) - Фил Коллинз (Genesis) - Боб Гелдоф (The Boomtown Rats) - Стив Норман (Spandau Ballet) - Крис Кросс (Ultravox) - Джон Тейлор (Duran Duran) - Пол Янг - Тони Хэдли (Spandau Ballet) - Гленн Грегори (Heaven 17) - Саймон Ле Бон (Duran Duran) - Саймон Кроу (The Boomtown Rats) - Мэрилин - Кирен Вудвард (Bananarama) - Мартин Кемп (Spandau Ballet) - Джоди Уотли (Shalamar) - Боно (U2) - Пол Уэллер (The Style Council) - Джеймс «Джей Ти» Тейлор (Kool & the Gang) - Джордж Майкл (Wham!) - Мидж Юр (Ultravox) - Мартин Уэйр (Heaven 17) - Джон Кибл (Spandau Ballet) | - Гари Кемп (Spandau Ballet) - Роджер Тейлор (Duran Duran) - Сара Даллин (Bananarama) - Шивон Фэйи (Bananarama) - Пит Брикет (The Boomtown Rats) - Фрэнсис Росси (Status Quo) - Роберт «Кул» Белл (Kool & the Gang) - Деннис «Джей Ти» Томас (Kool & the Gang) - Энди Тейлор (Duran Duran) - Джон Мосс (Culture Club) - Стинг - Рик Парфитт (Status Quo) - Ник Роудс (Duran Duran) - Джонни Фингерс (The Boomtown Rats) - Дэвид Боуи - Бой Джордж (Culture Club) - Холли Джонсон (Frankie Goes to Hollywood) - Пол Маккартни - Стюарт Адамсон (Big Country) - Брюс Уотсон (Big Country) - Тони Батлер (Big Country) - Марк Бржицки (Big Country) |

## Чарты

### Еженедельные чарты
| Чарт (1984—85)                     | Высшая позиция |
| ---------------------------------- | -------------- |
| Австралия (Kent Music Report)      | 1              |
| Австрия (Ö3 Austria Top 40)        | 1              |
| Бельгия/Фландрия (Ultratop 50)     | 1              |
| Канада (RPM 100 Singles)           | 1              |
| Дания (Tracklisten)                | 1              |
| Европа (Europarade)                | 1              |
| Франция (SNEP)                     | 34             |
| ФРГ (GfK)                          | 1              |
| Ирландия (IRMA)                    | 1              |
| Италия (FIMI)                      | 1              |
| Япония (Oricon)                    | 20             |
| Нидерланды (Dutch Top 40)          | 1              |
| Новая Зеландия (Recorded Music NZ) | 1              |
| Норвегия (VG-lista)                | 1              |
| Швеция (Sverigetopplistan)         | 1              |
| Швейцария (Schweizer Hitparade)    | 1              |
| Великобритания (OCC UK Singles)    | 1              |
| США (Billboard Hot 100)            | 13             |

| Чарт (1989—90)                     | Высшая позиция |
| ---------------------------------- | -------------- |
| Австралия (ARIA)                   | 30             |
| Бельгия/Фландрия (Ultratop 50)     | 17             |
| Германия (GfK)                     | 74             |
| Ирландия (IRMA)                    | 1              |
| Нидерланды (Single Top 100)        | 20             |
| Новая Зеландия (Recorded Music NZ) | 8              |
| Швеция (Sverigetopplistan)         | 15             |
| Швейцария (Schweizer Hitparade)    | 24             |
| Великобритания (OCC UK Singles)    | 1              |

| Чарт (2004)                                 | Высшая позиция |
| ------------------------------------------- | -------------- |
| Австралия (ARIA)                            | 9              |
| Австрия (Ö3 Austria Top 40)                 | 15             |
| Бельгия/Фландрия (Ultratop 50)              | 3              |
| Бельгия/Валлония (Ultratop 50)              | 28             |
| Canada (Nielsen Soundscan)                  | 1              |
| Дания (Tracklisten)                         | 1              |
| Финляндия (Suomen virallinen lista)         | 6              |
| Франция (SNEP)                              | 72             |
| songid field is MANDATORY FOR GERMAN CHARTS | 7              |
| Ирландия (IRMA)                             | 1              |
| Италия (FIMI)                               | 1              |
| Нидерланды (Single Top 100)                 | 3              |
| Новая Зеландия (Recorded Music NZ)          | 1              |
| Норвегия (VG-lista)                         | 1              |
| Шотландия (OCC Scotland)                    | 1              |
| Испания (PROMUSICAE)                        | 8              |
| Швеция (Sverigetopplistan)                  | 2              |
| Швейцария (Schweizer Hitparade)             | 7              |
| Великобритания (OCC UK Singles)             | 1              |

| Чарт (2014)                         | Высшая позиция |
| ----------------------------------- | -------------- |
| Австралия (ARIA)                    | 3              |
| Австрия (Ö3 Austria Top 40)         | 5              |
| Бельгия/Фландрия (Ultratop 50)      | 1              |
| Бельгия/Валлония (Ultratop 50)      | 3              |
| Канада (Billboard Canadian Hot 100) | 8              |
| Дания (Tracklisten)                 | 35             |
| Франция (SNEP)                      | 25             |
| Германия (GfK)                      | 2              |
| Венгрия (Single Top 40)             | 1              |
| Ирландия (IRMA)                     | 1              |
| Италия (FIMI)                       | 11             |
| Япония (Billboard Japan Hot 100)    | 31             |
| Нидерланды (Single Top 100)         | 4              |
| Новая Зеландия (Recorded Music NZ)  | 2              |
| Норвегия (VG-lista)                 | 40             |
| Шотландия (OCC Scotland)            | 1              |
| Испания (PROMUSICAE)                | 1              |
| Швейцария (Schweizer Hitparade)     | 5              |
| Великобритания (OCC UK Singles)     | 1              |
| США (Billboard Hot 100)             | 63             |

| Чарт (2014)                                 | Высшая позиция |
| ------------------------------------------- | -------------- |
| Австрия (Ö3 Austria Top 40)                 | 10             |
| songid field is MANDATORY FOR GERMAN CHARTS | 1              |
| Швейцария (Schweizer Hitparade)             | 21             |

| Чарт (1984)                  | Позиция |
| ---------------------------- | ------- |
| Великобритания (Gallup Poll) | 1       |

## Сертификации и продажи
| Регион | Сертификация  | Продажи    |
| --- | ------------- | ---------- |
| Австралия (ARIA) | 3× Платиновый | 210 000    |
| Канада (Music Canada) | Платиновый    | 200,000    |
| Дания (IFPI Danmark) | 3× Платиновый | 270 000    |
| Германия (BVMI) | Золотой       | 250 000    |
| Италия (FIMI) · sales since 2009 | Платиновый    | 100 000    |
| Новая Зеландия (RMNZ) | Платиновый    | 20 000*    |
| Великобритания (BPI) · Physical release | Платиновый    | 2,400,000  |
| Великобритания (BPI) · Digital release | 4× Платиновый | 2 400 000  |
| США (RIAA) | Золотой       | 2,500,000  |
| Итого |               |            |
| Мир | —             | 11,700,000 |
| * Данные о продажах приведены только на основе сертификации. · Данные о продажах + прослушиваниях приведены только на основе сертификации. |               |            |

## Версия LadBaby
12 декабря 2022 года британский блогер Марк Хойл, он же LadBaby, объявил на своем канале YouTube, что получил разрешение от Мидж Юра, Боба Гелдофа и фонда Band Aid переписать текст песни «Do They Know It’s Christmas?» и выпустить её в качестве рождественского сингла 2022 года. Переименованный в «Food Aid», сингл был официально выпущен 16 декабря 2022 года, в нем приняли участие жена Хойла Роксана и специальный гость Мартин Льюис. Половина собранных денег пойдет в The Trussell Trust, а другая половина — в Band Aid Trust.
23 декабря 2022 года было объявлено, что LadBaby претендуют на рождественский номер один пятый год подряд, что делает их первым артистом, которому удалось добиться пяти рождественских синглов номер один в Великобритании, превзойдя рекорд, установленный Beatles, у которых было четыре рождественских номера один в 1963, 1964, 1965 и 1967 годах.

### Чарты
| Чарт (2022)                     | Высшая позиция |
| ------------------------------- | -------------- |
| Великобритания (OCC UK Singles) | 1              |
| Великобритания (OCC UK Indie)   | 1              |